# 钓嘴鹛窄体吸虫
钓嘴鹛窄体吸虫（学名：Lyperosomum pomatorhinium）为双腔科窄体属的动物。在中国大陆，分布于海南等地，营寄生生活，宿主棕头钩嘴鹛以及寄生于肝脏。该物种的模式产地在海南。